# Senadolice
Senadolice – wieś w Słowenii, w gminie Sežana. W 2018 roku liczyła 12 mieszkańców.